# Devon Dotson
Devon Dotson (nascido em 2 de agosto de 1999) é um americano jogador de basquete profissional do Joventut Badalona que disputa a Liga Endesa (Espanha) e a EuroCopa.
Ele jogou basquete universitário no Kansas Jayhawks.

## Carreira no ensino médio
Dotson frequentou a Providence Day School em Charlotte, Carolina do Norte, junto com Grant Williams e Joshua Howard, formando-se em 2018. Durante seu último ano do ensino médio, Dotson teve médias de 28,5 pontos, 6,8 rebotes e 5,1 assistências, levando a escola ao seu sexto título da conferência.
Devon marcou 2.607 pontos, tornando-se o líder de todos os tempos da escola em pontos. Ele foi selecionado 4 vezes para a Equipe Ideal da Conferências e 3 vezes para a equipe ideal de todos os estados. Ele também foi duas vezes o Jogador de Basquete Masculino do Ano pelo Charlotte Observer All-Mecklenburg. Devon encerrou sua carreira no ensino médio ao ser selecionado e jogar no McDonald's All-American Game de 2018, realizado em Atlanta, Geórgia.

### Recrutamento
Em 13 de outubro de 2017, Dotson se comprometeu a jogar basquete universitário na Universidade do Kansas, rejeitando as ofertas da UCLA, Maryland, Flórida, UNC e outras escolas.
| Nome | Cidade Natal                              | Escola/Universidade        | Altura | Peso  | Data da revisão       |
| --- | ----------------------------------------- | -------------------------- | ------ | ----- | --------------------- |
| Devon Dotson PG | Charlotte, NC                             | Providence Day School (NC) | 1.88 m | 79 kg | 13 de Outubro de 2017 |
| Devon Dotson PG | Recrutamento: Rivais: 247sports: ESPN: 94 |                            |        |       |                       |
| Classificação geral de novatos: Rivals: 20º \| 247sports: 21º \| ESPN: 24º |                                           |                            |        |       |                       |
| - Nota : Em muitos casos, Scout, Rivals, 247Sports e ESPN podem entrar em conflito em suas listas de altura e peso, nestes casos, a média foi obtida. - Nota: A ESPN mede os calouros numa escala de 0 a 100. - Fonte: |                                           |                            |        |       |                       |

## Carreira universitária
Em sua temporada de calouro, Dotson teve médias de 12,3 pontos, 3,7 rebotes, 3,5 assistências e 1,4 roubos de bola. Em 13 de fevereiro de 2019, Dotson foi nomeado o Calouro Nacional da Semana pela CBS Sports e pela Associação de Escritores de Basquete dos Estados Unidos.
Durante sua segunda temporada, Dotson marcou 31 pontos, o recorde de sua carreira, em uma vitória de 90-84 na prorrogação sobre Dayton em 27 de novembro. Ele foi nomeado co-MVP do Maui Jim Maui Invitational e foi nomeado o Jogador da Semana em 2 de dezembro. No final da temporada regular, Dotson foi nomeado para a Primeira-Equipe da Big 12. Ele teve médias de 18,1 pontos, 4,1 rebotes e 4,0 assistências.
Após a sua segunda temporada, ele se declarou para o Draft da NBA de 2020 e contratou um agente.

## Carreira profissional
Depois de não ter sido selecionado no Draft de 2020, Dotson assinou com o Chicago Bulls, em um contrato de mão dupla com seu afiliado da G-League, o Windy City Bulls. Como o Windy City Bulls optou por não participar da temporada de 2020–21 da G League, Dotson foi designado para o Canton Charge, fazendo sua estreia na abertura da temporada em 11 de fevereiro de 2021.

## Estatisticas

### Universitário
| Ano      | Equipe   | PJ | PT | MPJ  | AP   | 3P   | LL   | RT  | AS  | BR  | TO | PPJ  |
| -------- | -------- | -- | -- | ---- | ---- | ---- | ---- | --- | --- | --- | -- | ---- |
| 2018–19  | Kansas   | 36 | 36 | 32.4 | .482 | .363 | .782 | 3.7 | 3.5 | 1.4 | .1 | 12.3 |
| 2019–20  | Kansas   | 30 | 30 | 34.9 | .468 | .309 | .830 | 4.1 | 4.0 | 2.1 | .1 | 18.1 |
| Carreira | Carreira | 66 | 66 | 33.6 | .475 | .335 | .806 | 3.9 | 3.7 | 1.7 | .1 | 15.2 |

Fonte:

## Vida pessoal
Devon é filho de Dana e Angela Dotson e tem dois irmãos, Dalen e Ashlynn. Ele começou a jogar basquete aos 4 anos de idade e expressou admiração por Derrick Rose. Ele padronizou partes de seu jogo segundo o jogador da NBA, observando e simulando seus movimentos na quadra. Ele também ao longo de sua carreira vestiu o número 1 como Rose em seu tempo no Chicago Bulls.